# Autoportret (obraz Edwarda Hoppera)
Autoportret (ang. Self-portrait) – obraz olejny Edwarda Hoppera, powstały w 1903–1906. Obecnie znajduje się w Whitney Museum of American Art w Nowym Jorku.

## Historia i tematyka
W pierwszym dziesięcioleciu XIX wieku Hopper namalował szereg autoportretów, bardzo do siebie zbliżonych pod względem stylu. Był to jedyny moment w twórczości, w którym rysy twarzy przedstawianej osoby pozwalają na jej identyfikację. W całej twórczości artysty przedstawiane postacie mają rysy typowe, tzn. nie ma możliwości zidentyfikowania modela czy modelki.
Hooper przedstawił sam siebie jako młodego mężczyznę o pełnych ustach i zielonych oczach. Spojrzenie mówi nam dużo o osobowości modela: jest to młodzieniec o silnym charakterze, pewny siebie. Sposób przedstawienia jasnej, oświetlonej twarzy i białego kołnierzyka zdają się podejmować dialog ze stylem starych mistrzów, jak Rembrandt. Ciemne tonacje, użyte do odmalowania postaci, są być może wcieleniem w życie tego, co Hopper zaobserwował w pracowni swego mistrza Roberta Henri, nawiązującego pod względem warsztatowym do dzieł Maneta.